# Ястребово (Красноярский край)
Я́стребово — село в Ачинском районе Красноярского края России. Административный центр Ястребовского сельсовета.

## География
Село находится на берегу реки Большой Улуй, на расстоянии примерно 13 км к юго-востоку от города Ачинск, административного центра района. Абсолютная высота — 303 м над уровнем моря.

## Население
| 1989 | 2002 | 2010 |
| ---- | ---- | ---- |
| 932  | ↘825 | ↗839 |

### Гендерный состав
По данным Всероссийской переписи населения 2010 года, в селе проживало 839 человек (418 мужчин и 421 женщина).

## Улицы
| - ул. Данилова, - пер. Дзержинского, - ул. Кирова, - ул. Лесная, | - ул. Новая, - ул. Советская, - ул. Юбилейная. |